# Золотий ключик, або Пригоди Буратіно
«Золотий ключик, або Пригоди Буратіно» (рос. Золотой ключик, или Приключения Буратино) — повість-казка Олексія Миколайовича Толстого, що являє собою літературну обробку казки Карло Коллоді «Пригоди Піноккіо. Історія дерев'яної ляльки». Толстой присвятив книгу своїй майбутній дружині Людмилі Іллівні Крестинській.

## Історія створення
Створення повісті почалося з того, що в 1923 році Олексій Толстой, будучи в еміграції, редагував російський переклад казки італійського письменника Карло Коллоді «Пригоди Піноккіо. Історія дерев'яної ляльки» (1883), здійснений Ніною Петровською. Через рік ця книжка вийшла в Берліні, у видавництві «Накануне» (коли Толстой уже повернувся у СРСР).
Повість примітна рядом адаптацій італійських реалій до російських, стилістичними переробками (російські прислів'я, приказки й т.п.), іншими відмінностями від оригіналу, які згодом перейшли у «Золотий ключик». Наприклад, ім'я батька Піноккіо у цьому перекладі — Карло (в оригіналі — Джеппетто).
У жовтні 1933 року Олексій Толстой підписав із «Детгизом» договір на переробку свого (у співавторстві з Ніною Петровською) переказу «Піноккіо», а навесні 1935 року повернувся до цієї казки, відклавши роботу над трилогією «Ходіння по муках» (в той час письменник одужував після інфаркту міокарда, перенесеного у грудні 1934 року).

## Сюжет
Дія казки відбувається у вигаданому італійському «містечку на березі Середземного моря».

## Персонажі
- Карабас-Барабас
- Буратіно
- Мальвіна
- П'єро
- Тато Карло
- Ліса Аліса

## Переклад українською
Українською мовою казку перекладали Наталія Забіла, Юрій Стрєлков-Серга. 